# Amineh Kakabaveh
Amineh Kakabaveh ((in curdo ئامینە کاکەباوە‎; Saqqez, 6 dicembre 1970) è una politica svedese di origine curda-iraniana. Essendo stata un membro della guerriglia curda Komalah in Iran fin dalla sua giovinezza, si è rifugiata in Svezia all'età di 19 anni e nel giugno 2008 è stata eletta al Riksdag, il Parlamento svedese.

## Biografia
È nata a Saqqez, in Iran, e aveva sette fratelli.  Da bambina ha lavorato per sostenere la sua famiglia. All'età di tredici anni si unì al Komala curdo iraniano, dove fu addestrata come combattente. Questa prima esperienza di assunzione di responsabilità e le fatiche della vita in montagna la resero più matura. Successivamente fuggì oltre la Turchia e la Grecia in Svezia. Dopo aver trovato rifugio in Svezia a 19 anni, inizialmente ha lavorato come domestica di giorno e frequentato le scuole serali. Successivamente Kakabaveh si laureò presso l'Università di Stoccolma in filosofia e scienze sociali.

## Carriera politica
Ispirandosi al movimento francese Ni putes ni soumises ("Né puttane né sottomesse"), Kakabaveh nel 2005 ha fondato l'organizzazione femminista e antirazzista Varken hora eller kuvad. Nelle elezioni parlamentari del 2008 è diventata membro del Parlamento svedese. Nel 2019 è stata minacciata di essere espulsa dal Partito della Sinistra, a causa di un prolungato conflitto con la dirigenza del partito. Prima che la questione fosse risolta, lasciò volontariamente il partito. 

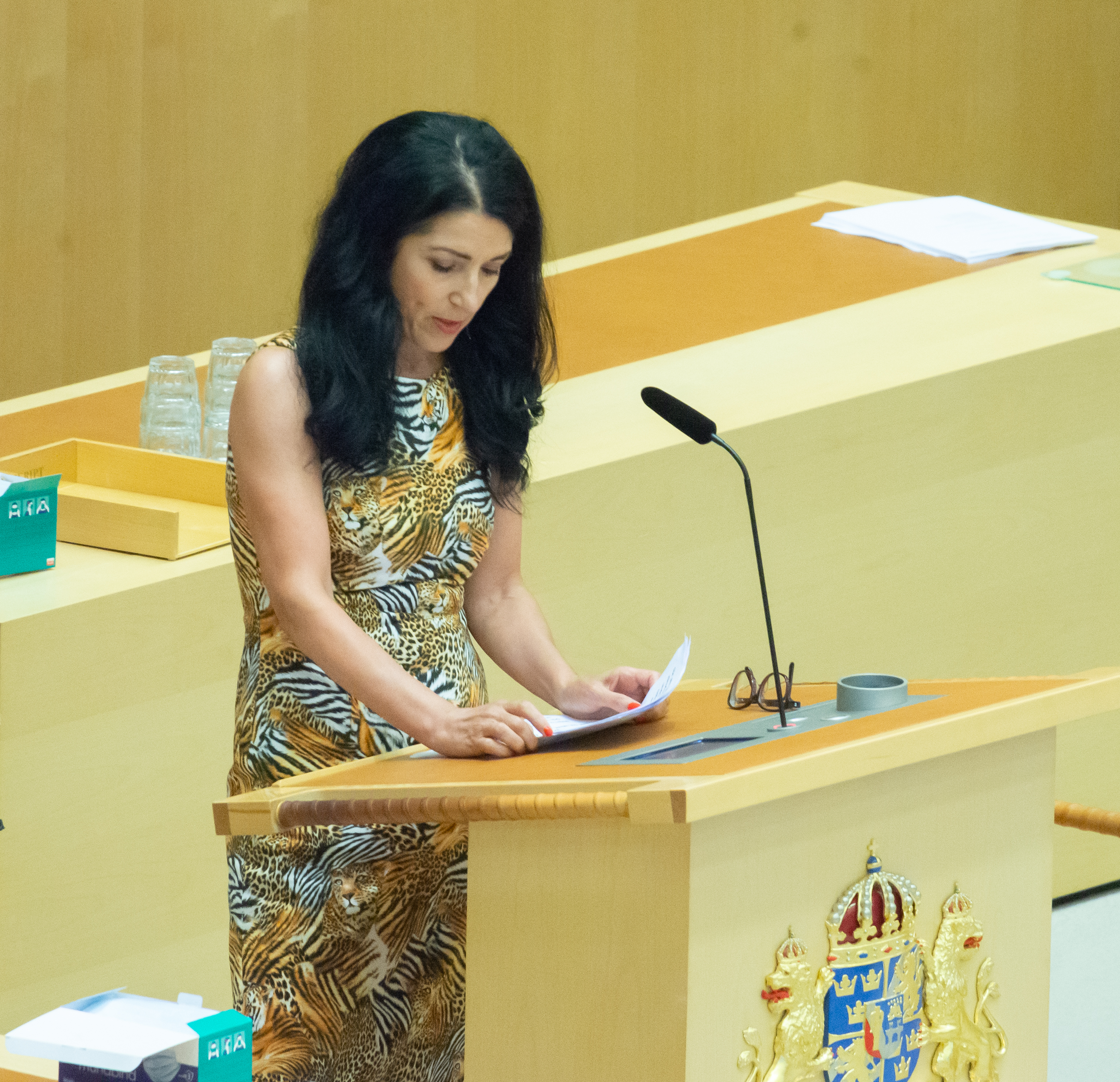
Kakabaveh al leggio del Parlamento (2021)

I membri del Parlamento non possono essere espulsi dai loro partiti, quindi è rimasta membro del Riksdag. Ma dopo le elezioni del 2018, la coalizione socialista con l'appoggio del Partito della Sinistra aveva un voto in più dell'opposizione, quindi quando Kakabaveh è diventata indipendente, il governo ha perso la maggioranza. Nella crisi del governo svedese del 2021, Kakabaveh avanzò alcune richieste riguardanti il sostegno ai curdi e le critiche al trattamento riservato ai curdi da parte di Recep Tayyip Erdogan; quando furono accolte decise di votare a favore del nuovo governo, guidato da Magdalena Andersson, che ottenne la maggioranza nel novembre 2021. 
Dopo la domanda svedese alla NATO di cui la Turchia è membro, Erdogan ha chiesto l'estradizione di Kakabaveh per il suo sostegno alle organizzazioni curde. 

### Autobiografia
La sua autobiografia Amineh – inte större än en kalasjnikov ("Amineh - non più grande di un Kalashnikov") è stata pubblicata nel 2016, descrivendo in dettaglio il suo tempo con i Peshmerga.